# World Company
La World Company est une multinationale imaginaire basée aux États-Unis, apparaissant dans l'émission satirique de Canal +, Les Guignols de l'info.
Le développement de l'idée sous forme de métaphore comme fil conducteur tout au long des sketches constitue une parabole et une satire des effets de la mondialisation.
Son nom (« l'entreprise mondiale » en anglais) en lui-même est subversif et suggère que les dés sont pipés puisqu'un seul et unique trust se serait emparé de l'économie mondiale, au mépris du fair-play et des règles sur le bon fonctionnement de la concurrence qui régit le crédo libéral. Cette mainmise lui confèrerait même une influence suffisante pour dicter sa volonté aux dirigeants des autres entreprises et aux chefs d'état. 
La musique souvent associée à la World Company est le morceau Central Services/the Office, tiré de la bande originale du film Brazil, mettant en parallèle la bureaucratie totalitaire et déshumanisée du Ministère de l'Information de Brazil et la World Company.
Utilisant la marionnette de l'acteur Sylvester Stallone, ses cadres sont tous des clones, portant costume-cravate et ayant la tête de M. Sylvestre. M. Sylvestre explique qu'il a quitté l'armée parce que « On n'avait plus le droit de péter la gueule », il a donc rejoint la World Company parce que « là, on n'arrête pas de péter la gueule, mais en costard ! ».
Le but de la World Company est de faire le maximum d'argent possible sans aucune considération pour les personnes qu'elle emploie ni pour l'environnement. Elle est très proche de l'armée et est une caricature souvent utilisée par les mouvements altermondialistes.
Au sein de l'émission, l'Église catholique romaine est caricaturée en une World Company, surnommée la Christ Company. Les cardinaux ont également la tête de M. Sylvestre, parlent des fidèles comme des clients, et ils évoquent les pratiques et manifestations religieuses comme des outils de marketing politique pour fidéliser et recruter de nouveaux croyants. Par exemple, la visite du pape Jean Paul II en Inde en 1998 avait été commentée par ses cardinaux, à la tête de M. Sylvestre, comme étant une occasion de « pénétration diabolique » de l'église sur les terres hindouistes.